# Día del Policía Federal
El Día del Policía Federal es una celebración anual para conmemorar a la Policía Federal Mexicana por su labor. Celebrado el 13  de julio de cada año en México.

## Antecedentes
El día del Policía Federal cuyo decreto fue publicado por la actual Secretaría de Gobernación, surge gracias a la abrogación legal expedida por Felipe Calderón Hinojosa el 1 de junio de 2009.
La estrenada ley transformó a la Policía Federal Preventiva en la nueva Policía Federal como un cuerpo de refuerzo policial de investigación, a fin de contar con un puente operativo en la lucha contra la delincuencia organizada. Con la cual recibió facultades para colaborar con la Procuraduría General de la República en investigaciones y no solo en prevención.
Con lo anterior, la recién creada Policía Federal fue designada como responsable auxiliar de las policías Estatales y municipales del país y del Distrito Federal, con el objetivo de reforzar la seguridad nacional. 
Decisión enmarcada gracias al alarmante incremento de violencia, secuestros, casos de corrupción y complicidad de los elementos policíacos de las antiguas corporaciones con el crimen organizado en México.
El 2 de julio del 2011 fue declarado «el día del Policía Federal» por la entonces administración. Que, finalmente, fue publicada por el expresidente de México, Enrique Peña Nieto el 13 de julio del 2013 y el Diario Oficial de la Federación. 
El día de la celebración, la actual administración reconoció a los cuerpos policiales otorgándoles reconocimientos y estímulos por su labor.
La conmemoración de la fecha se aplica a los integrantes de todas las instituciones policiales de orden federal.